# Samart
Samart (en wallon Samår) est une section de la ville belge de Philippeville située en Wallonie dans la province de Namur.
C'était une commune à part entière avant la fusion des communes de 1977 (133 habitants à l'époque).
La paroisse est dédiée à Saint Médard (contracté en Samart).
Cette commune est située au centre de l’Entre-Sambre-et-Meuse, au sud de Philippeville, à l’ouest de Sautour et de Vodecée, au nord de Roly et à l’est de Neuville-le-Chaudron.
Le surnom des habitants : les Samaritains, est un jeu de mots facile tiré de la parabole du même nom.

## Géographie

### Hydrographie
La rivière l’Hermeton prend sa source au sud de la commune et se jette dans la Meuse, à Hermeton-sur-Meuse, après un parcours agreste de 32 km.

## Évolution démographique
- Source: DGS, 1831 à 1970=recensements population, 1976= habitants au 31 décembre

## Histoire
On connaît mal le passé du village, qui a été habité à l’époque romaine (trouvailles de médailles des Ier et IIe siècles).
Le nom primitif en aurait été Ercheneles (d’après le spécialiste Jules Herbillon), cité dans le polyptyque de Lobbes (868-869) sous le nom de Eucharlia. Ce nom va disparaître au profit du patron de l’église, ce sera donc Saint-Médard jusqu’au XVIIe siècle, puis Samart.
Une dame noble de Florennes, Hersinde, et son beau-frère (ou son mari ?) Eilbert (945-977), auraient donné deux terres à l’abbaye de Waulsort.
On cite un Walter de Saint-Mard en 1147 dont la famille reçoit de la maison de Morialmé le village en fief.
Samart relèvera donc de la cour féodale de Morialmé et de la terre de Florennes, dans la principauté de Liège. Signalons que les seigneurs du lieu se feront appeler aussi Saint-Marc.
Une autre branche de cette famille possèdera le village voisin de Neuville de 1547 à 1737, date à laquelle Charles d’Aux Brebis de Saint-Marc vend ses droits à l’abbé de Florennes.
Au XVIe siècle, les Saint-Mard font place aux Romerée, puis aux Aux Brebis et enfin aux Glymes, avec entretemps, les Baudrenghien.
En 1793, le village fait partie du canton municipal de Villers-en-Fagne comme Merlemont, Roly, Sart-en-Fagne et Sautour, dans le cadre du district de Couvin et du département des Ardennes.
Le village, essentiellement agricole, a toujours possédé un moulin. De 1881 jusque dans les années 1920, on y a extrait du marbre rouge. Aujourd’hui, les prés occupent 72 % du territoire et la seule activité est l’élevage de bovins.

### Les Templiers et les Hospitaliers
En 1244, Gossuin de Neuville donne la dîme et le patronat de l’église à l’abbaye d’Aulne. Au siècle suivant, les Templiers en sont les possesseurs puis lors de la dévolution des biens de l'ordre du Temple ce sont les Hospitaliers de l'ordre de Saint-Jean de Jérusalem.

## Patrimoine

### Patrimoine
Château-ferme remarquable érigé en 1552, avec un porche aux armes des Glymes de Brabant et une tourelle d’imposte avec le blason des Baudrenghien. La haute toiture du logis seigneurial à quatre pans, inclinés à 60° et son volume important ne sont pas sans rappeler les manoirs de tradition médiévale.
La petite église à une nef compte trois pierres tombales de curés (XVIIe et XVIIIe siècles) et, au mur nord du chœur, une stèle d’une sculpture de belle facture représentant Jacques aux Brebis († en 1579) et son épouse, Andrienne du Pontderémy († 1574), agenouillés et accompagnés de leurs saints patrons. Huit blasons encadrent l’inscription.
Une autre pierre tombale sert de seuil à la porte arrière de l’ancien presbytère : il s’agit d’un morceau de la tombe de Thomas de Romerée, seigneur du lieu, décédé en 1514. Le fragment de 139 x 70 cm représente la moitié d’un homme en armes, épée en main, portant un écu.
La cloche de l’église a été fondue en 1687 par deux artisans venus du Bassigny (Haute-Marne). Elle avait été offerte par frère Roger de Humières, de l’ordre de Saint-Jean de Jérusalem, commandeur de Liège († en 1687 à Malte), un parent de l’épouse d’un seigneur.
Il subsiste dans les champs des bornes, placées en 1776 à la limite de Philippeville, à la suite d'un échange de territoires acquis au traité de 1772 entre le roi de France et le prince-évêque de Liège.
Dans le cimetière (mur nord), une croix datée de 1556 porte une inscription pratiquement illisible en lettres gothiques. 
L'ancien moulin de Samart, situé près du ruisseau de l'Hermeton construit probablement à la fin du XVIe siècle ou au début XVIIe siècle. 

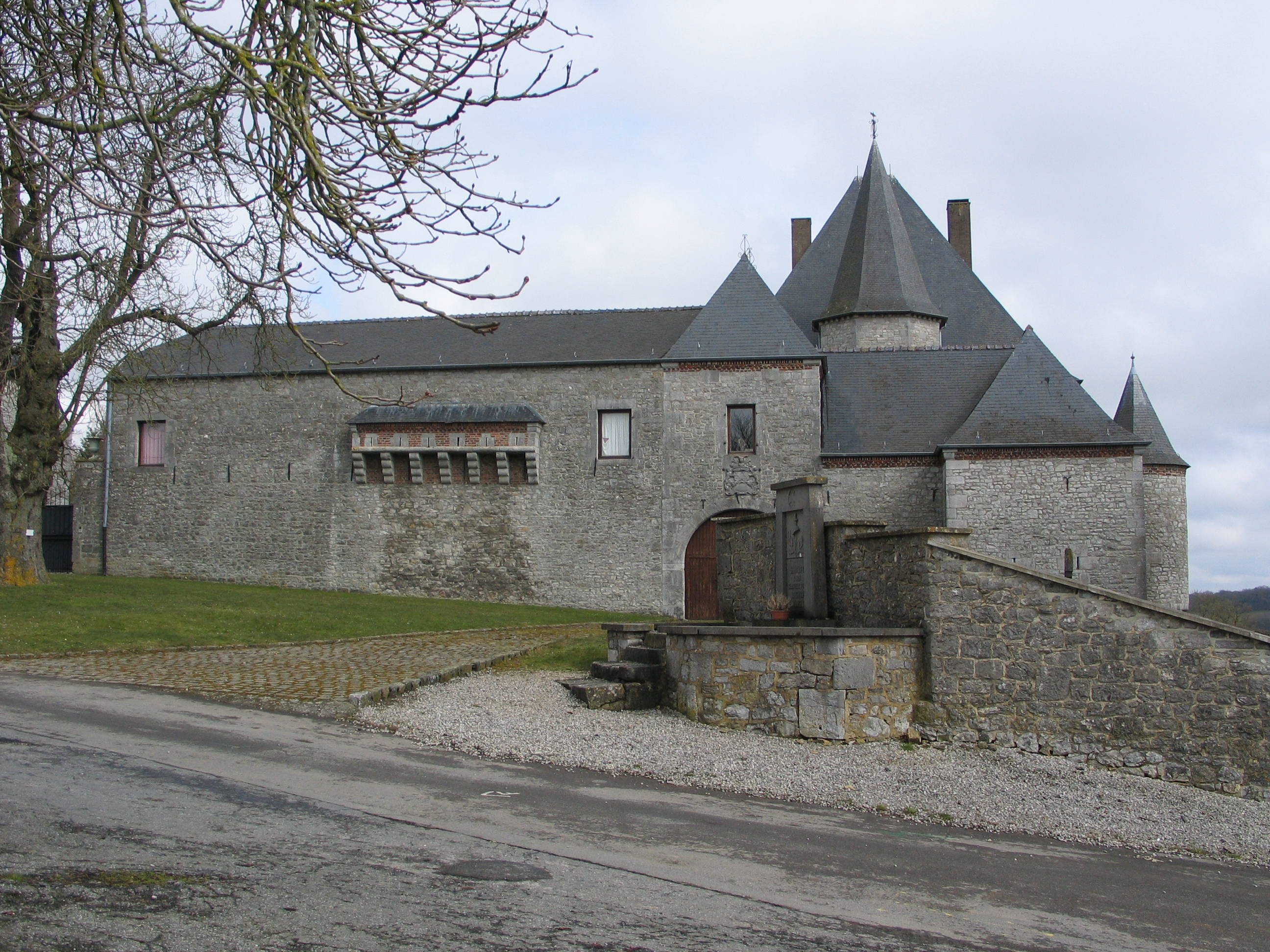
Château-ferme.
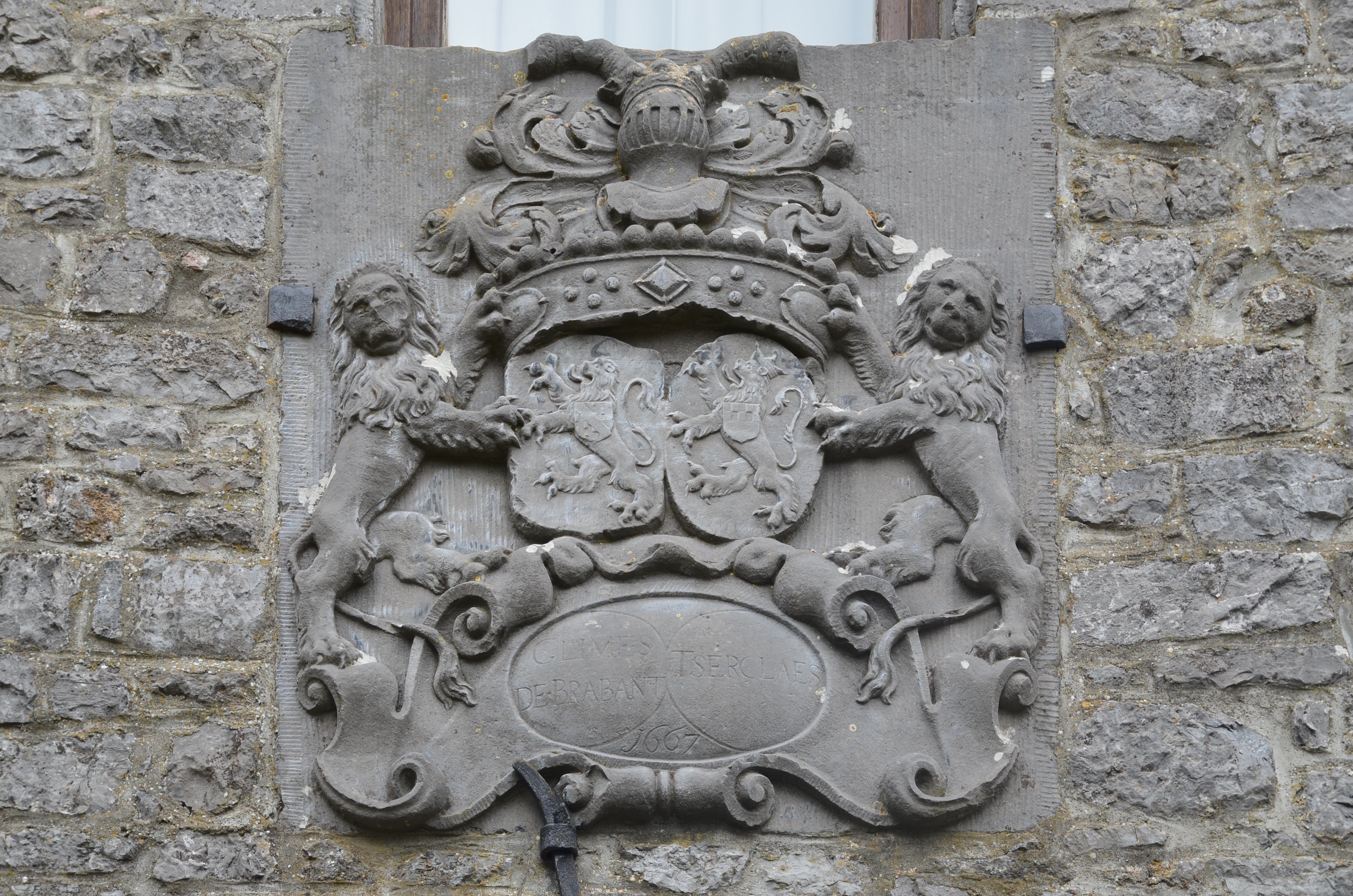
Château-ferme. Dalle aux armes des Glimes de Brabant et t'Serclaes datée 1667.
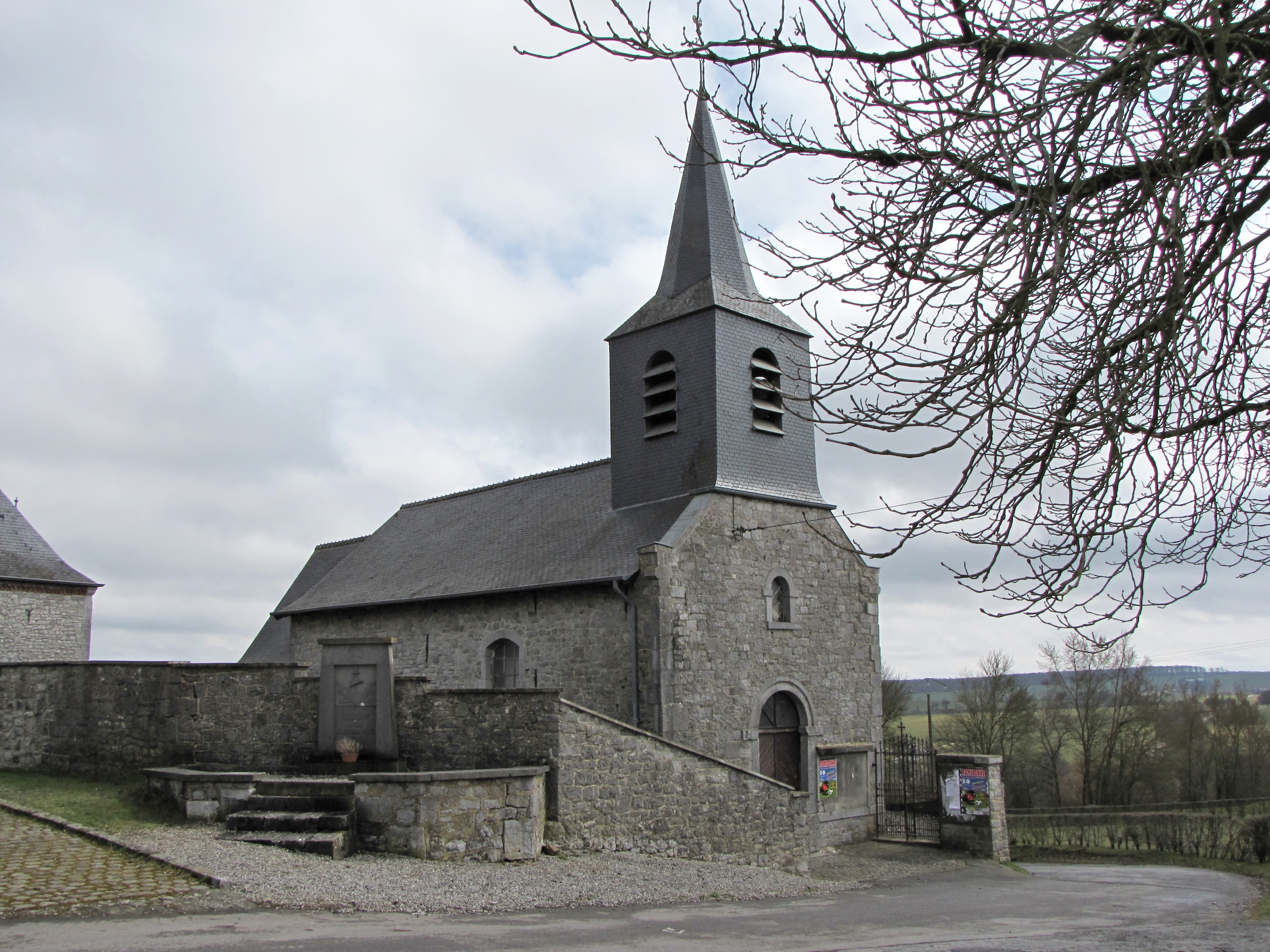
Église Saint-Médard.
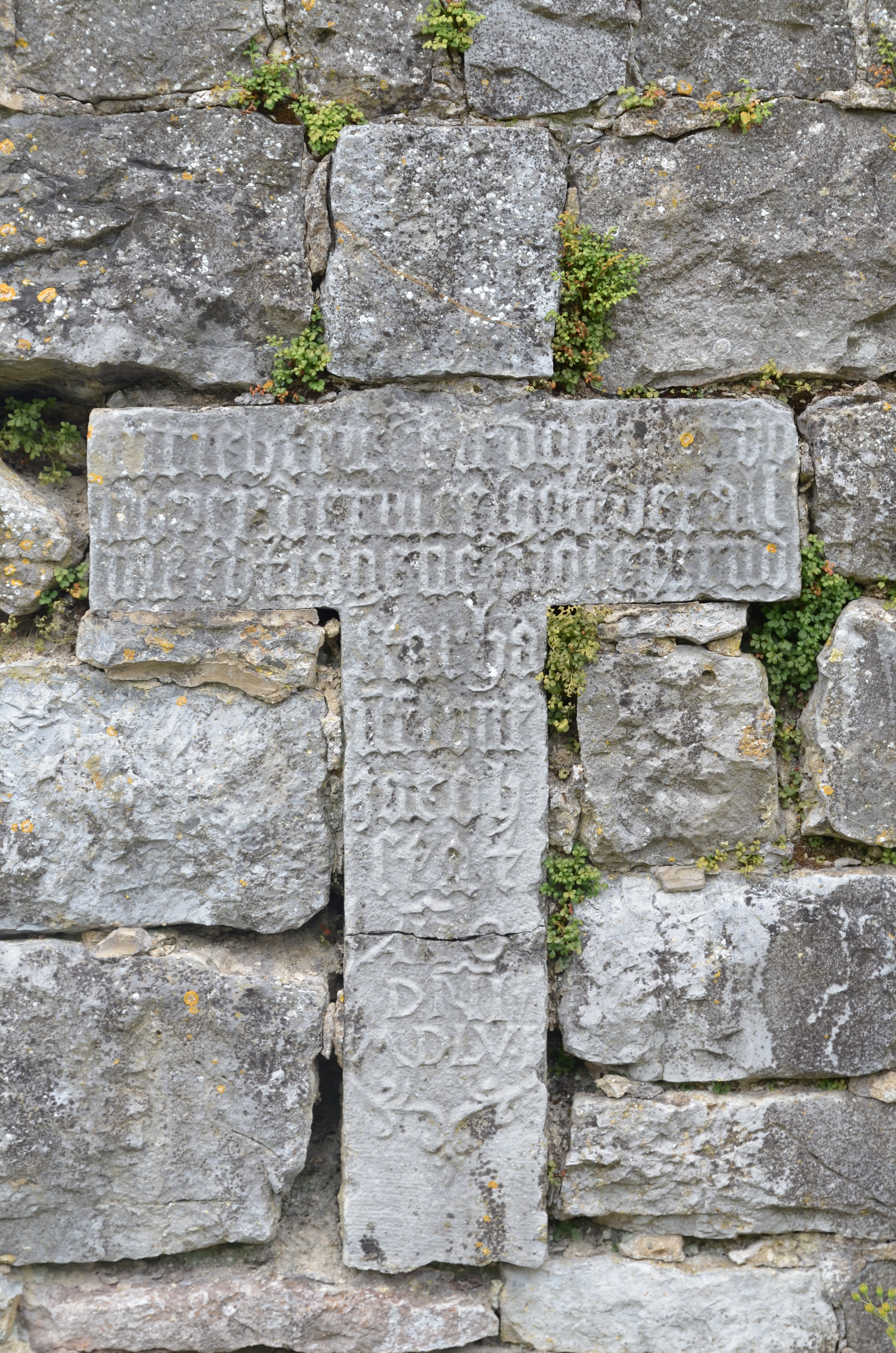
Croix de 1556 portant une inscription en lettres gothiques.
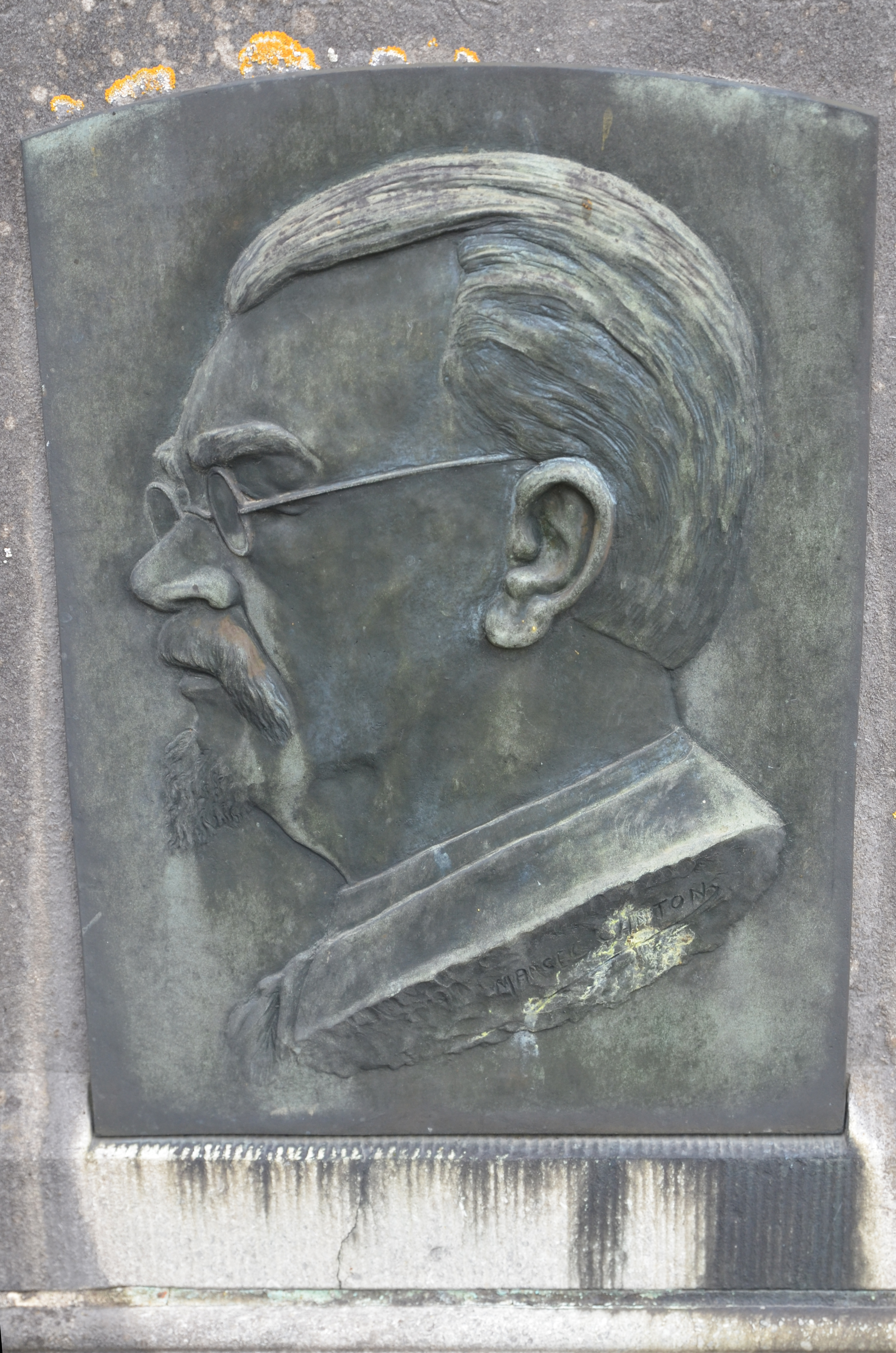
Tombe d'Ernest Lahaye.

## Personnalité
Le village a vu naître un sculpteur renommé, Ernest Lahaye (Samart 1872 - Namur 1940), à qui on doit les monuments aux Morts de la Première Guerre mondiale de Bourseigne, Dave, Silenrieux et Temploux.